# 佩德羅·索薩
佩德羅·索薩（西班牙語：Pedro Sousa；1988年5月25日—）是一位葡萄牙網球運動員。他迄今為止最高ATP排名是199位，在2013年11月創造。他在2012年法網比賽中打入第三輪，這是他迄今為止在大滿貫賽事中的最好成績。